# 경보기

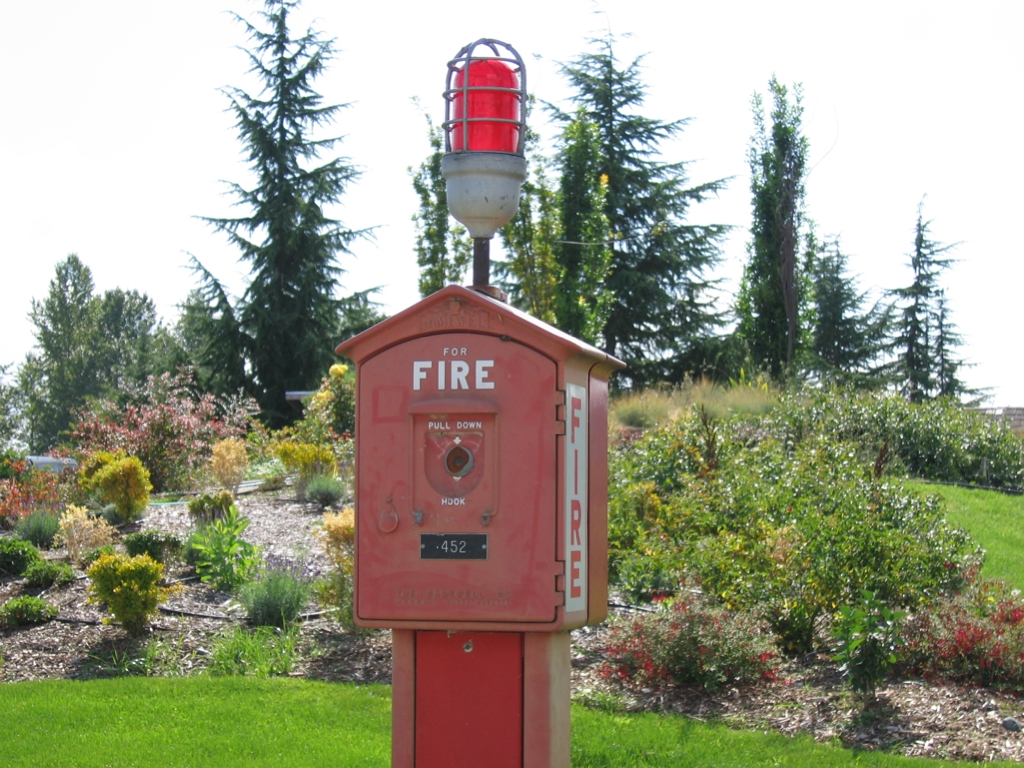
마그누손 파크의 화재경보기.

경보기 또는 알람 디바이스(alarm device)는 음성, 시각, 또는 기타 유형의 알람 신호를 제공하여 누군가에게 긴급한 주의가 필요한 문제나 상황을 알려주는 기계이다.
'알람'이라는 용어는 "무기에"를 뜻하는 고프랑스어 a l'arme에서 비롯된 것으로, 적이 갑자기 나타나기 때문에 무기로 무장한 사람이 무기를 선택하고 행동을 취할 준비가 됨을 의미한다.

## 역사
초기의 경보기는 종, 드럼, 기타 악기 또는 낯설고 시끄러운 소음을 내는 물건이었으며 주변의 사람들의 집중을 끌었다.
휘슬은 19세기에 경찰에 의해 사용되었다. 증기 휘슬은 선박, 공장 등에서 경보기로 사용되었다.
전기의 출현과 함께 다양한 유형의 경보기가 발명되었으며 예를 들면 버저, 경적, 사이렌, 호른 플래시, 색상광 등이 있다.

## 장치
- 자명종
- 분산 제어 시스템
- 안전 알람
  - 화재 경보 시스템
    - 연기 감지기

## 같이 보기
- 사이렌
- 물리 보안